# Lázaro Barbosa de Sousa
Lázaro Barbosa de Sousa, conosciuto come serial killer del DF (Barra do Mendes, 27 agosto 1988 – Águas Lindas de Goiás, 28 giugno 2021), è stato un serial killer brasiliano, noto per aver ucciso i quattro componenti di una famiglia nella cittadina di Ceilândia ed essere stato oggetto di una caccia che è durata venti giorni prima di essere ucciso dalla polizia..

## Casi precedenti
Nel 2007 è stato arrestato a Bahia nella sua città natale, Barra do Mendes, per un duplice omicidio, ma è fuggito dieci giorni dopo, trasferendosi in un altro stato. Nel 2009 è stato nuovamente catturato e rinchiuso nel Complesso Penitenziario Papuda, a Brasilia, questa volta con l'accusa di rapina, stupro e possesso illegale di un'arma.
Nel 2014 è stato scarcerato per buona condotta, ottenendo il diritto di regime di semilibertà. Nel 2016 è evaso nuovamente dal carcere ed è stato catturato il 7 marzo 2018 e  rinchiuso nel carcere di Águas Lindas de Goiás, da cui è nuovamente evaso.
L'8 aprile 2020 è stato accusato di aver ferito un uomo alla testa con un'ascia. Il 26 aprile 2021 Lázaro è entrato in una casa a Sol Nascente, una regione amministrativa di Brasilia, chiudendo un uomo con suo figlio in una stanza e stuprando la moglie in un bosco. Un anno dopo torna a commettere delitti a Sol Nascente, questa volta, Lázaro invade un'altra casa, rinchiudendo tutti gli uomini in una stanza e stuprando le donne presenti.

## L'assassinio dei Vidal e la caccia
Il 9 giugno 2021 Lázaro invade una proprietà rurale a Ceilândia, uccidendo l'uomo d'affari Cláudio Vidal, di 48 anni, e i suoi due figli Gustavo Marques Vidal di 21 anni, e Carlos Eduardo Marques Vidal di 15 anni. Durante la successiva fuga rapina Cleonice Marques, di 43 anni, moglie di Cláudio. La donna, prima di essere rapita, riesce ad inviare un messaggio a suo fratello, che avvisa le autorità. La donna è stata trovata morta tre giorni dopo.
Il 10 giugno Lázaro invade un'altra proprietà rurale e tiene in ostaggio la proprietaria e il cassiere per tre ore, obbligando la donna a cucinare per lui, parlando nel frattempo dell'ultimo delitto appena commesso. L'assassino obbliga i suoi ostaggi a drogarsi e bere con lui.
L'11 giugno ruba un veicolo e guida fino a Cocalzinho de Goiás, dove brucia la macchina e fugge con l'aiuto di un complice.
Il 12 giugno, Lázaro invade un'altra casa, tenendo in ostaggio un uomo, obbligandolo solo a bere bevande alcoliche con lui.

## Morte
Il 28 giugno 2021, de Sousa, braccato a Goiás, ha uno scontro a fuoco nella casa della sua ex suocera con gli agenti di polizia che lo avevano rintracciato. De Sousa spara ai poliziotti, i quali rispondono al fuoco, uccidendolo con 38 colpi.